# رابرت پی. گریفین
رابرت پی. گریفین (به انگلیسی: Robert P. Griffin) سناتور سابق عضو حزب جمهوری‌خواه ایالات متحده آمریکا بود. وی در سال ۱۹۶۶ تا ۱۹۷۹ میلادی سناتور ایالت میشیگان در سنای ایالات متحده آمریکا بود.